# Adamâncio (médico)
Adamâncio (em grego: Αδαμάντιος; romaniz.: Adamántios) foi um médico bizantino do começo do século V, ativo durante o reinado do imperador Teodósio II. Ele que portou o título de iatrosofista (ιατρικων λόγων σοφιστής). Pouco se sabe de sua vida, exceto que era judeu de nascimento e que foi um daqueles que fugiram de Alexandria no tempo da expulsão dos judeus daquela cidade pelo prefeito augustal Orestes sob ordens do patriarca alexandrino Cirilo em 412/415. Ele foi para Constantinopla, onde foi persuadido a converter-se ao cristianismo pelo arcebispo constantinopolitano Ático e então retornou para Alexandria.
Uma das obras de Adamâncio, Περί Ανέμων (em latim: De Ventis), é citada pelo escoliasta de Hesíodo e um fragmento dela é fornecida por Aécio de Amida; ela foi publicada em 1864 por Valentin Rose na Anecdota Graeca. Vários de suas prescrições médicas foram preservadas por Oribásio de Pérgamo e Aécio. Adamâncio também é autor de um tratado grego sobre fisiognomia (φυσιογνωμονικά) em dois livros. Ele sobreviveu e compreende em grande parte (como o próprio autor admite) grande parte do conteúdo da obra de Polemão de Laodiceia sobre o mesmo assunto. O tratado é dedicado a Constâncio, que segundo Johann Albert Fabricius seria Constâncio III (r. 427), o esposo de Gala Placídia (r. 423–427), a filha de Teodósio (r. 479–495). Foi publicado pela primeira vez em grego em Paris em 1540.